# Оно слушает
«Оно слушает» (англ. Afraid, дословный перевод — «Бойся») — американский научно-фантастический фильм ужасов, сценаристом и режиссёром которого является Крис Вайц. Главные роли в фильме исполнили Джон Чо, Кэтрин Уотерстон, Рики Линдхоум, Гавана Роуз Лю и Дэвид Дастмалчян.
Премьера фильма в США состоялась 30 августа 2024 года.

## Сюжет
Кёртис (Джон Чо) и его семья выбраны для тестирования нового революционного домашнего устройства: цифрового помощника AIA. Как только устройство и все его датчики и камеры устанавливаются в доме, AIA, кажется, способен сделать всё. Он изучает поведение членов семьи и начинает предугадывать их потребности.

## В ролях
- Кэтрин Уотерстон — Мередит
- Джон Чо — Кертис
- Рики Линдхоум — Мод / женщина на колесах
- Гавана Роуз Лю
- Дэвид Дастмалчян
- Лукита Максвелл
- Грег Хилл
- Кит Кэррадайн — Маркус
- Бен Юсеф
- Уайатт Линднер
- Айзек Бэ

## Производство
Фильм снят продюсерской компанией Вайца Depth of Field при поддержке Blumhouse и Sony Pictures. Продюсерами фильма также стали Джейсон Блам и Эндрю Миано. В декабре 2022 года в актёрский состав вошли Кэтрин Уотерстон и Джон Чо. В феврале 2023 года стало известно, что Грег Хилл и Лукита Максвелл вошли в актёрский состав. В том же месяце к актёрскому составу присоединились Рики Линдхоум и Гавана Роуз Лю.
Основные съёмки начались в Лос-Анджелесе в декабре 2022 года.
Премьера фильма в США состоялась 30 августа 2024 года. Изначально премьера была назначена на 25 августа 2023 года.